# Hav tålamod, var from och god
Hav tålamod, var from och god är en gammal psalm i tre verser av Ludwig Hetzer och översatt av Ericus Erici Helsingius, senare bearbetad av Johan Olof Wallin. Enligt Högmarck (1736) är psalmen av Laurentius Paulinus Gothus och bearbetad av Jesper Swedberg. Högmarck nämner inte alls Ericus Erici Helsingus, som var en äldre kollega till Gothus i prästyrket. 
|  |
|  |

Psalmen inleds 1695 med orden:
Haf tolamod, war from och godh
Och efterfölg Gudz wilja
Melodin publicerad i Teutsch Kirchenampt, en koralbok från 1525, tryckt i två delar i Strassburg. I 1697 års koralbok anges inte att psalmens melodi används för någon annan psalm, men i Koralbok för Nya psalmer, 1921 uppges att melodin är från 1525 och densamma som för psalmen O Fader vår, barmhärtig, god (1695 nr 188, 1819 nr 21, 1986 nr 372).

## Publicerad som
- Nr 263 i 1695 års psalmbok under rubriken "Om Tolamod och Förnöijelse i Gudi".
- Nr 233 i 1819 års psalmbok under rubriken "Kristligt sinne och förhållande - I allmänhet: Förhållandet till Gud: Tålamod och tröst av Guds godhet under korset och bedrövelsen".

## Fotnoter
1. ↑  Högmarck, Lars, Psalmopoeographia, Stockholm, 1736.